# Sparlösastenen
Sparlösastenen, med signum Vg 119, är placerad vid Sparlösa kyrka i Sparlösa socken och Viste härad i Västergötland. Den är näst efter Rökstenen Sveriges mest berömda runsten. Den 1,77 meter höga stenen är till större delen ristad på 800-talet, men bär även en kort textrad tillagd på 1000-talet.

## Historik
Sparlösastenen tillkom liksom Rökstenen omkring år 800 och är i huvudsak ristad med 16-typiga kortkvistrunor, men innehåller även en del urnordiska runor.
Sparlösastenen kom till forskningens kännedom 1669 då Elias Brenner, Johan Hadorph och Petrus Törnewall fann den inmurad i södra korväggen på Sparlösas dåvarande kyrka. En teckning av stenen i korväggen från detta tillfälle är det äldsta kända dokumentet om stenen. I samband med en ombyggnad av koret 1685 klövs stenen och de två delarna murades in var för sig. År 1848 revs kyrkan och ersattes med nuvarande Sparlösa kyrka, där stenhalvorna åter murades in. Halvorna togs ut ur muren igen 1937. Då upptäckte man att det fanns ristningar även på de dolda sidorna. Delarna sammanfogades och stenen ställdes ut på Sparlösa kyrkogård samma år.
På grund av nutida luftföroreningar började stenen dock vittra så snabbt att man fick ta in den för konservering. År 1982 blev runstenen installerad i en skyddande träbyggnad strax intill kyrkan där den idag finns att beskåda.

## Stenens sidor
| Norra sidan (parti C, D) |  | Östra sidan (parti B) |
| Norra sidan (parti C, D) |  | Östra sidan (parti B) |

| Södra sidan |  | Västra sidan (parti A, E) |
| Södra sidan |  | Västra sidan (parti A, E) |

Stenen har ristningar på alla fyra sidorna. En sida är en ren bildsida, medan de övriga tre innehåller både runor och bilder. Det är svårt att bestämma i vilken ordning sidorna ska läsas, dels för att stenen har stora skador som gör texten osammanhängande, dels för att tolkningen av bilderna kräver kännedom om händelser eller berättelser som idag är helt okända.
Benämningen norra, östra, södra och västra sidan i denna artikel utgår från stenens nuvarande placering. Det säger inget om hur stenen kan ha varit orienterad från början, men det beskriver i vilken ordning sidorna sitter utan att framhäva någon sida som den första.
På norra sidan finns en bild med två fåglar som är insnärjda med två ormar. Den övre fågeln liknar en uggla och den undre en trana. Den ena ormen anfaller ugglan. Till vänster om bilden finns en lång och två korta rader text, och till höger två rader. Ovanför bilden finns fyra vågräta textrader där läsordningen är oklar.
På östra sidan finns tre rader text, två spiralformer och något som beskrivs som en del av ett manshuvud.
På södra sidan finns bilderna av en praktfull byggnad, ett skepp med två fåglar, ett fläckigt lejonliknande djur med unge samt en ryttare med draget svärd och ett hjortliknande djur bakom.
På västra sidan finns en textrad med extrem texthöjd. Längs högra kanten och upp utefter denna sidas översta del finns även en textrad som tillfogats senare. Nederst syns en man som bär upp en balk smyckad med korstecken.

## Inskrifter
Translitterering av runraden:
§A a¤iuls kaf ÷ airikis sunʀ kaf alrik- - 
§B ---t---la kaf rau- at kialt(i) · ...a sa- faþiʀ ubsal faþiʀ suaþ a-a-u--ba ...-omas notu auk takaʀ ÷ aslriku lu--ʀ ukþ-t a(i)u(i)sl 
§C ...s---n(u)(ʀ)-a-- þat sikmar aiti makuʀ airikis makin(i)aru þuno · aft aiuis uk raþ runoʀ þaʀ raki-ukutu iu þar suaþ aliriku lu(b)u faþi ' 
§D ui(u)-am ...--ukrþsar(s)k(s)nuibin- ---kunʀ(u)k(l)ius-- ...iu 
§E : kisli : karþi : iftiʀ : kunar : bruþur [:] kubl : þisi
Normalisering till runsvenska:
§A Æivisl gaf, Æiriks sunʀ, gaf Alrik[ʀ] ... 
§B ... gaf rau- at gialdi [Þ]a(?) sa[t] faðiʀ Upsal(?), faðiʀ svað ... ... nætʀ ok dagaʀ. Alrikʀ lu--ʀ ugð[i]t(?) Æivisl 
§C ... þat Sigmarr hæiti maguʀ Æiriks. Mæginiaru(?) þuno aft Æivisl. Ok rað runaʀ þaʀ rægi[n]kundu iu þar, svað Alrikʀ lubu faði. 
§D uiu-am ... ... ... 
§E Gisli gærði æftiʀ Gunnar, broður, kumbl þessi.

## Tolkningar
Den sekundära senvikingatida inskriftens tolkning uppfattas som enkel och är inte omdebatterad:
"Gisle gjorde detta minnesmärke efter Gunnar, sin broder."
Den långa äldre inskriften är däremot mycket omdiskuterad. Det beror både på stenens skador och på inskriftens mångtydighet. Den anses av många forskare vara den äldsta källa där ordet Upsal nämns. Huruvida det syftar på en ort eller är ett kategoribegrepp råder det oenighet kring.
1958 lade Elisabeth Svärdström fram följande tolkning i standardverket Sveriges Runinskrifter:
”Öjuls, Eriks son, gav, (likaså) gav Alrik. ... gav ... i gengäld ... Då(?) satt fadern i Uppsala(?), fadern som ... Nätter och dagar ... Alrik lu[bi]R fruktade (i) ej(?) Öjuls. ... att Sigmar (el. segerfrejdad) heter (el. kallas, må kallas) Eriks son.... väldig strid(?) ... Efter Öjuls (är minnesvården rest). Och tyd runorna där, de från gudarna stammande, som Alrik lubu ristade. ...”
Senare har arkeologen Arthur Nordén 1961 och runologen Ottar Grønvik 2001 publicerat omläsningar och tolkningar som inte fått någon bred acceptans. Viktiga skiljaktigheter mellan tolkningarna från 1958 och 2001 är att Grønvik menade att guden Frej omnämns två gånger men Uppsala inte alls. Därtill menade han att Alrik inte kallas lubu, vilket skulle likna namnet på en långt senare lagman, utan kulubu, ’guld-huvud’, d.v.s. 'han med guldhjälmen'.